# Dead pool
Un Dead pool, también conocido como death pool, o pozo de la muerte en español, es un juego en donde se ha de predecir la fecha en la que va a morir una persona, normalmente una importante celebridad del mundo de la música o del cine. En ocasiones incluso se ha llegado a apostar dinero en ellas, la persona que apueste y acierte en la muerte de alguien, gana el pozo de la muerte.
Se tiene constancia de los dead pool desde la primera edición del Indianapolis 500 en 1911. Algunos espectadores empezaron a especular sobre qué piloto iba a fallecer en el encuentro. Las apuestas se empezaron a extender por todo el mundo, y a finales del siglo XX, con el desarrollo de internet, surgieron ciertas páginas dedicadas a los dead pool, entre ellas Fucked Company o Rotten.com. La primera fue cerrada por no respetar el pleito estratégico contra la participación pública, mientras que el segundo es un shock site donde aparte de realizarse dead pool también abunda contenido pornográfico y curiosidades mórbidas sobre el cuerpo humano. Pero muchas páginas más siguen abiertas en la darknet organizando dead pools online con bitcoins.